# Saison 9 de Dallas
Chronologie
Saison 8 Saison 10
Cet article présente les 31 épisodes de la neuvième saison de la série télévisée américaine Dallas.

## Distribution

### Acteurs principaux
- Barbara Bel Geddes : Ellie Ewing Farlow
- Linda Gray : Sue Ellen Ewing
- Larry Hagman : J. R. Ewing
- Priscilla Presley (créditée Priscilla Beaulieu Presley) : Jenna Wade
- Susan Howard : Donna Culver
- Steve Kanaly : Ray Krebbs
- Howard Keel : Clayton Farlow
- Ken Kercheval : Cliff Barnes
- Victoria Principal : Pamela Barnes Ewing

### Acteurs récurrents
- Deborah Shelton : Mandy Winger
- Jenilee Harrison (en) : Jamie Ewing
- Dack Rambo : Jack Ewing
- Jared Martin : Dusty Farlow (jusqu'à l'épisode 13)
- John Beck : Mark Graison (à partir de l'épisode 4)
- Barbara Carrera : Angelica Nero (à partir de l'épisode 7)
- Martha Scott : Patricia Shepard (épisodes 6 et 7, 9 à 13)
- Merete Van Kamp (en) : Grace (épisodes 8 à 25)
- George Chakiris : Nicholas (épisodes 11 à 26)
- Marc Singer : Matt Cantrell (à partir de l'épisode 15)
- Shalane McCall (en) : Charlie Wade
- Deborah Rennard : Sly Lovegren
- Fern Fitzgerald (en) : Marilee Stone
- Don Starr (en) : Jordan Lee
- Alice Hirson (en) : Mavis Anderson
- Tom Fuccello (en) : Dave Culver
- Morgan Woodward : Marvin « Punk » Anderson
- George O. Petrie (en) : Harv Smithfield
- William Smithers : Jeremy Wendell
- Sherril Lynn Rettino : Jackie Dugan
- Omri Katz : John Ross Ewing
- Joshua Harris : Christopher Ewing
- James Brown : dét. Harry McSween
- Pat Colbert : Dora Mae
- Deborah Tranelli : Phyllis Wapner
- Tony Garcia : Raoul
- Carol Sanchez : Angela

## Fiche technique

### Réalisateurs
- Leonard Katzman (1 épisode)
- Larry Hagman (3 épisodes)
- Michael Preece (en) (7 épisodes)
- Nick Havinga (4 épisodes)
- Robert Becker (1 épisode)
- Corey Allen (4 épisodes)
- Linda Day (3 épisodes)
- Robert Becker (1 épisode)
- Roy Campanella II (1 épisode)
- Michael A. Hoey (1 épisode)
- Bruce Bilson (3 épisodes)
- Linda Gray (1 épisode)
- Jerry Jameson (1 épisode)

### Scénaristes
- Leonard Katzman (7 épisodes)
- Peter Dunne (9 épisodes)
- Joel J. Feigenbaum (4 épisodes)
- Hollace White (6 épisodes)
- Will Lorin (1 épisode)
- Deanne Barkley (1 épisode)
- Bill Taub (2 épisodes)
- Susan Howard (1 épisodes)

## Épisodes

### Épisode 1:La Famille ressoudée
- États-Unis : 27 septembre 1985 sur CBS

- Ted Shackelford : Gary Ewing
- John Zaremba : Dr Harlen Danvers

- Jusque-là interprété par Eric Farlow, le petit Christopher Ewing, ici joué par un Joshua Harris, semble avoir vieilli d’au moins deux ans en l’espace de 24 heures.
- À un moment de l’épisode, on aperçoit dans la voiture de Sue Ellen un des premiers modèles de tendeur automatique de boucle de ceinture de sécurité s’actionner dès la fermeture de sa portière.
- Le personnage de Lucy intervient furtivement dans une conversation téléphonique sans être vue ni entendue.

### Épisode 2:Le Testament de Bobby
- États-Unis : 27 septembre 1985 sur CBS

- Phénomène assez rare, le titre français de ce volet Le Testament de Bobby ne traduit absolument pas le titre original Rock Bottom (litt. : "le fond du fond") faisant plus volontiers allusion à l’ultime déchéance de Sue Ellen.
- C’est le premier épisode offrant le notable aperçu d’un quartier déshérité.
- À noter l'intervention de Lou Diamond Phillips, future vedette de La Bamba (1987), dans un furtif rôle de voyou anonyme malmenant Sue Ellen.

### Épisode 3:Quels yeux!
- États-Unis : 4 octobre 1985 sur CBS

- Tim Green (Shérif Baldwin)
- Norma Young (Directrice de sanatorium)
- Harlan Jordan (Shérif Hawkins)

- Dans le dialogue original, Miss Ellie évoque les absences alcoolisées de Sue Ellen en usant de la formule « lost weekends » (litt. : « Week-ends perdus ») en référence au titre original du roman de Charles R. Jackson (en) qui inspira le fameux film américain de Billy Wilder, Le Poison sorti en 1945 et pour lequel l'acteur Ray Milland obtint le prix d'interprétation masculine au premier Festival de Cannes (1946) pour son rôle d'alcoolique invétéré. Cette référence a totalement disparu dans la version française.
- J.R. rappelle ici que Sue Ellen a été « Miss Texas 1967 » alors que Molly Grubb, d'abord Miss Fort Worth, fut cette année-là réelle détentrice du titre.
- Linda Gray ne prononce ici que trois répliques.

### Épisode 4:Résurrection
- États-Unis : 11 octobre 1985 sur CBS

- Alan Fudge (Dr Lantry)
- Laurence Haddon (Franklin Horner)
- Rex Ryon (Employé de sanatarium)
- Bever-Leigh Banfield (Réceptionniste du sanatarium)
- Woody Watson (Espion dans le parc)

- Une photo de Patrick Duffy vient soutenir ici le souvenir de Bobby.
- Mandy n'intervient ici qu'à travers un message enregistré de répondeur automatique et quelques photos accrochés au mur sans toutefois apparaître en personne à l'écran.
- Cet épisode marque le notable retour de John Beck dans le rôle de Mark Graison, laissé pour mort depuis l'épisode 28 de la saison 7.

### Épisode 5:Le Miracle
- États-Unis : 18 octobre 1985 sur CBS

- Alan Fudge (Dr Lantry)
- Burke Byrnes (Pete Adams)

### Épisode 6:Les Mères
- États-Unis : 25 octobre 1985 sur CBS

- Bibi Besch (Dr Gibson)
- Barry Jenner (Dr Jerry Kenderson)

- Ce volet marque le durable retour de Martha Scott dans le rôle de Patricia Shepard, mère de Sue Ellen, jusque là cantonnée à de furtives interventions dans une poignée d'épisodes des saisons deux et trois.

### Épisode 7:Le Vent du changement
- États-Unis : 1er novembre 1985 sur CBS

- Frances Lee McCain (Dr Amy Rose)

- le titre original de ce volet The Wind of Change (ici traduit littéralement) détourne celui du discours prononcé le 3 février 1960 au Cap par le Premier ministre britannique Harold Macmillan devant le parlement sud-africain, lui annonçant la prochaine indépendance d'une grande partie des colonies africaines.
- L'actrice d'origine nicaraguayenne Barbara Carrera inaugure ici son rôle d'Angelica Nero, tout premier personnage métissé de premier plan de la série.

### Épisode 8:L'Impasse
- États-Unis : 8 novembre 1985 sur CBS

- Frances Lee McCain (Dr Amy Rose)
- Michael Skipper (Bill Crawford)
- Merete Van Kamp (Grace)

- C'est ici la première fois qu'on voit J.R. prendre part à une réunion d'affaires de plus de cinq personnes.
- Des enfants atteints de trisomie 21 interviennent ici pour la première fois à l'écran.

### Épisode 9:Les Nuages noirs
- États-Unis : 15 novembre 1985 sur CBS

- Mark White (lui-même)
- Robert Harper (actor) (en) (Chirurgien urgentiste)
- Jim Gough (commentateur du rodéo)

- À noter l'intervention de Mark White dans son propre rôle, alors gouverneur du Texas (de 1983 à 1987).

### Épisode 10:Les Petits Enfants
- États-Unis : 22 novembre 1985 sur CBS

- Burke Byrnes (Pete Adams)
- Nick Eldredge (Philip Reese)

- Le titre original de cet épisode Suffer the Little Children est la version anglaise de la citation d'une parole prêtée au Christ dans le Nouveau Testament, traditionnellement traduite par "Laissez venir à moi les petits enfants" et dont Stephen King fit par ailleurs le titre d'une nouvelle publiée en 1972.
- Deux photos de Patrick Duffy viennent soutenir ici le souvenir de Bobby.
- Ici dans le rôle secondaire d'un avocat, Nick Eldredge interprétera un tout autre personnage dans l'épisode 8 de la dernière saison.
- À un moment du dialogue, on compare la légendaire inaccessibilité de Dimitri Merinos à celle de Howard Hughes.

### Épisode 11:Une belle récompense / Le Prix
- États-Unis : 29 novembre 1985 sur CBS

- Burke Byrnes (Pete Adams)

- C'est le premier volet dans lequel on fait partager au spectateur le rêve d'un personnage, en l'occurrence celui très angoissant de Sue Ellen poursuivie par J.R. pour lui dérober John Ross.
- George Chakiris intervient ici pour la première fois dans le rôle de Nicholas (sans patronyme).
- C'est bien Dack Rambo qui apparaît pour la seconde fois légèrement grimé sur la photo montrant Dimitri Merinos.

### Épisode 12:En passant
- États-Unis : 6 décembre 1985 sur CBS

- Burke Byrnes (Pete Adams)
- Terrence E. McNally (crédité Terrence McNally) (Sam Barker)
- James McQueen (crédité Jim McQueen) (Judge J.J. Reebach)

- Phénomène paradoxalement assez rare, le titre original En passant est ici réemployé tel quel pour le titre français.

### Épisode 13:Horizon funèbre
- États-Unis : 13 décembre 1985 sur CBS

- Robert Walker Jr. (crédité Robert Walker) (Harding Devers)
- Paul Sorensen (crédité Paul Sorenson) (Andy Bradley)
- Vanessa Brown (Lady Tailor)

- Le titre original de ce volet est également celui du 256e et dernier épisode (en) (traduit : Adieu tout le monde) de la série télévisée américaine M*A*S*H (1972-1983). Cet épisode final d'une durée exceptionnelle de 120 minutes, co-écrit et réalisé par sa vedette Alan Alda, battit des records d'audience lors de sa toute première diffusion, le 28 février 1983, marquant durablement les mémoires.
- Ici crédité "Robert Walker", Robert Walker Jr. n'est bien sûr pas à confondre avec son propre père, la vedette hollywoodienne Robert Walker.
- Martha Scott dans le rôle de Patricia Shepard apparaît ici pour la dernière fois.
- Ce volet marque le durable départ de Jared Martin dans le rôle de Dusty Farlow avant son ultime intervention dans l'épisode 21 de la dernière saison.
- Cet épisode est le tout premier de la série réalisé par une femme, Linda Day.

### Épisode 14:Curieux, vous avez dit curieux?
- États-Unis : 20 décembre 1985 sur CBS

- Robert Walker Jr. (crédité Robert Walker) (Harding Devers)
- Terrence E. McNally (crédité Terrence McNally) (Sam Barker)
- Philip Levien (Lee McHenry)
- Terrence Scammell (crédité Terence Scammell) (L'espion de Cliff)
- Bradford English (crédité Brad English) (Matt)

- Le titre français de cet épisode Curieux, vous avez dit curieux ? est un ironique détournement de la fameuse réplique "Moi, j'ai dit bizarre, comme c'est bizarre !" dite par Louis Jouvet dans le film français écrit par Jacques Prévert et réalisé par Marcel Carné, Drôle de drame sorti en 1937.
- C'est la première fois qu'il est mentionné le nom de Matt Cantrell, personnage récurrent joué par Marc Singer à partir de l'épisode suivant.

### Épisode 15:Le Lien manquant
- États-Unis : 3 janvier 1986 sur CBS

- Barry Jenner (Dr Jerry Kenderson)
- Sam Melville (Dr David Kenfield)
- Philip Levien (Lee McHenry)

- Vu ici pour la toute première fois, le personnage de Matt Cantrell joué par Marc Singer est pourtant présenté comme une vieille connaissance de la famille Ewing.

### Épisode 16:24 heures
- États-Unis : 10 janvier 1986 sur CBS

- Barry Jenner (Dr Jerry Kenderson)
- Sam Melville (Dr David Kenfield)
- Russell Johnson (Shérif Wyatt Mansfield)
- Chris Roland (crédité Christopher Roland) (Journaliste)
- Scott St. James (Propriétaire du bungalow)

- La jeune Charlie est vue à un moment lisant L'Attrape-cœurs (The Catcher in the Rye), très populaire roman américain écrit par J. D. Salinger et publié en 1951.
- Jenilee Harrison (en) dans le rôle de Jamie ne prononce aucune réplique.

### Épisode 17:Un jeu mortel
- États-Unis : 17 janvier 1986 sur CBS

- Robert Walker Jr. (crédité Robert Walker) (Harding Devers)
- Barry Jenner (Dr Jerry Kenderson)
- Sam Melville (Dr David Kenfield)

- C'est la première fois de la série qu'on fait allusion à un réseau informatique mondial de partage de données, en clair à internet.
- C'est seulement la deuxième fois de la série qu'il est rappelé dans le dialogue que le nom complet de J.R. est en fait John Ross Jr Ewing.
- Ne figurant que dans une seule scène, Jenilee Harrison (en) dans le rôle de Jamie ne prononce aucune réplique.
- La perfide manœuvre de J.R. auprès du cartel n'est pas sans rappeler celle tentée dans l'épisode 24 de la saison 3 lorsqu'il lui faisait également partager les pertes de puits asiatiques soumis à une nationalisation.
- Le plan de remplacement de Merinos par un sosie rappelle de même la légende sur la mort de Paul McCartney entretenue depuis 1969.

### Épisode 18:C'est la faute à Bogota
- États-Unis : 24 janvier 1986 sur CBS

- Barry Jenner (Dr Jerry Kenderson)
- Alejandro Rey (Capitaine Luis Rueda)
- Laurence Haddon (Franklin Horner)
- Paul Sorensen (Andy Bradley)

- Les titres de cet épisode (original comme français) détournent ironiquement ceux du film américain C'est la faute à Rio (Blame It on Rio) réalisé par Stanley Donen, remake américain sorti en 1984 du film français Un moment d'égarement (1977) de Claude Berri.
- Le petit John Ross est vu à un moment manipulant dans son lit un casque de baladeurs cassette, appareil alors à son pic de popularité depuis sa toute première commercialisation en 1979 mais bientôt supplanté par le lecteur de CD portable, mis sur le marché par Sony dès 1984.

### Épisode 19:Jeux d'ombres
- États-Unis : 31 janvier 1986 sur CBS

- Barry Jenner (Dr Jerry Kenderson)
- Alejandro Rey (Capitaine Luis Rueda)

- La présence à l'écran de Victoria Principal dans cet épisode n'excède pas une minute, compensée par deux dialogues entre Pamela et Matt manifestement enregistrés off et une doublure filmée de loin ou en jeu d'ombres (d'où les titres original et français de ce volet sont sans doute tirés).
- Sur la pierre tombale de Bobby sont mentionnés son nom complet Bobby James Ewing et sa date de naissance 1949, la même que celle de l'acteur Patrick Duffy.
- C'est la première fois qu'un personnage de la série parle de location de cassettes vidéo, commerce alors en plein essor. Parmi les titres loués par Cliff est mentionné Bambi produit par les studios Disney et sorti en 1942.
- C'est la première fois qu'un personnage de la série communique en usant de la langue des signes.
- Dans la version originale, un personnage est vu commandant le cocktail sans alcool Shirley Temple (simplement traduit "cocktail de fruits" dans la V.F.) inventé en l'honneur de la jeune actrice du même nom, qui affirma plus tard en déplorer le goût abusivement sucré.

### Épisode 20:La Disparition
- États-Unis : 7 février 1986 sur CBS

- Barry Jenner (Dr Jerry Kenderson)
- Alejandro Rey (Capitaine Luis Rueda)

- Le titre original de ce volet est également celui du film américain de Costa Gavras sorti en 1982 et dont l'action se situait non en Colombie mais au Chili après le coup d'État du 11 septembre 1973 d'Augusto Pinochet contre le président Salvador Allende.
- Malgré sa mention au générique, Victoria Principal dans le rôle de Pamela n'apparaît pas dans cet épisode.

### Épisode 21:La Déception
- États-Unis : 14 février 1986 sur CBS

- Barry Jenner (Dr Jerry Kenderson)
- Alejandro Rey (Capitaine Luis Rueda)
- Robert Pine (Psychiatre)
- Solomon Smaniotto (Tony)
- William Prince (Alex Garrett)
- Derek Partridge (Présentateur TV)

- Le titre original de ce volet Dire Straits (litt. : "situations catastrophiques") est également le nom du célèbre groupe de rock britannique fondé en 1977 et dont l'album Brothers in Arms sorti dans l'année 1985 (quelques mois avant la première diffusion de cet épisode) constitue le plus grand succès.
- À un moment du dialogue (versions originale et française), J.R. fait ironiquement allusion au Club Méditerranée ("Club Med" dans la V.O.), entreprise française justement développée à l'international dans les années 1980.
- À un autre moment, J.R. tourne les aveux de Mandy en dérision en la désignant comme "l'espionne qui venait du froid" ("the spy who came in from the cold" en anglais) en référence au célèbre roman d'espionnage écrit par John le Carré, publié en 1963 et porté à l'écran sous le même titre par Martin Ritt, avec Richard Burton et Claire Bloom.
- L'avocat Alex Garrett joué par William Prince aperçu dans une vidéo et présenté comme une vieille connaissance de J.R. apparaît ici pour la toute première fois.

### Épisode 22:Le Soulagement
- États-Unis : 21 février 1986 sur CBS

- Barry Jenner (Dr Jerry Kenderson)
- William Prince (Alex Garrett)
- Solomon Smaniotto (Tony)

- À un moment du dialogue, le petit John Ross évoque le film vu au cinéma où un "monstre intersidéral veut manger l'appareil", traduction approximative de "space monster is going to eat everybody up" (litt. : "le monstre de l'espace va manger tout le monde"), en référence aux œuvres de science-fiction d'horreur telles que ceux appartenant à la saga inaugurée par le film américain Alien (1979) de Ridley Scott, très en vogue en ce milieu d'années 1980 mais incompatibles avec l'âge d'admission en salles d'un garçonnet d'à peine six ans.

### Épisode 23:La Menace
- États-Unis : 28 février 1986 sur CBS

- Barry Jenner (Dr Jerry Kenderson)
- William Prince (Alex Garrett)
- Solomon Smaniotto (Tony)
- Alejandro Rey (Capitaine Luis Rueda)
- Harry Moses (Vendeur de peau de crocodile)

- C’est ici le premier des deux scenarios que l’actrice Susan Howard (Donna Cilver Krebbs) écrira pour la série.

### Épisode 24:Le Bal masqué
- États-Unis : 7 mars 1986 sur CBS

- Barry Jenner (Dr Jerry Kenderson)
- William Prince (Alex Garrett)
- Heidi Hagman (Christina Axelrod)

- Propre fille de l'acteur Larry Hagman, Heidi Hagman incarne ici son quatrième et dernier personnage secondaire de la série, nommé Christina Axelrod.
- Malgré sa mention au générique, Howard Keel dans le rôle de Clayton Farlow ne figure pas dans cet épisode.

### Épisode 25:Enfin
- États-Unis : 14 mars 1986 sur CBS

- Barry Jenner (Dr Jerry Kenderson)
- William Prince (Alex Garrett)
- Raymond St. Jacques (Inspecteur Remy)
- Paul Sorensen (Andy Bradley)
- Solomon Smaniotto (Tony)

- C’est ici le premier des cinq épisodes que l’actrice Linda Gray (Sue Ellen Ewing) réalisera pour la série.
- Des photos de Patrick Duffy, Charlene Tilton et Leigh McCloskey et des extraits du dernier volet de la saison précédente soutiennent ici le souvenir de leurs rôles respectifs Bobby, Lucy et Mitch, justement absents de la saga depuis ce même épisode.

### Épisode 26:Rien n'est jamais parfait
- États-Unis : 21 mars 1986 sur CBS

- Barry Jenner (Dr Jerry Kenderson)
- Laurence Haddon (Franklin Horner)
- Keith Charles (Walter)

### Épisode 27:L'Ascension
- États-Unis : 4 avril 1986 sur CBS

- Barry Jenner (Dr Jerry Kenderson)
- Jill Andre (Nan Culp)
- Penelope Windust (Mme Crane)
- Paul Sorensen (Andy Bradley)
- Hugh Gillin (Roy Wheloch)
- Alejandro Rey (Capitaine Luis Rueda)
- Solomon Smaniotto (Tony)

- À un moment du dialogue sont évoqués les magazines Paris Match, Elle et Vogue.
- Le plan d'entrée du restaurant où J.R. tente d'intimider Kenderson a maintes fois été réutilisé dans la série pour divers autres établissements.
- La caméra subjective et l'accompagnement musical mettant en scène l'approche de Jack par John Ross dans la piscine est une ironique évocation des attaques du requin dans le film américain Les Dents de la mer réalisé par Steven Spielberg et sorti en 1975.

### Épisode 28:La Secousse
- États-Unis : 11 avril 1986 sur CBS

- Barry Jenner (Dr Jerry Kenderson)
- Jill Andre (Nan Culp)
- Penelope Windust (Mme Crane)
- Alejandro Rey (Capitaine Luis Rueda)
- Solomon Smaniotto (Tony)

- Dans sa version originale, J.R. désigne ironiquement le Dr Kenderson en usant de l'expression "Dr Feelgood" (Litt. : "Dr qui-fait-du-bien") faisant habituellement référence à de notoires médecins complaisants surdosant dangereusement leurs prescriptions, comme Max Jacobson (1900–1979), qui apaisa notamment les violentes douleurs de dos du président américain John F. Kennedy ou Conrad Murray qu'on condamna à quatre ans de prison ferme pour avoir involontairement précipité la mort de la pop star Michael Jackson le 25 juin 2009. Cette référence a disparu de la V.F.

### Épisode 29:Une troisième fois
- États-Unis : 2 mai 1986 sur CBS

- Barry Jenner (Dr Jerry Kenderson)
- Jill Andre (Nan Culp)
- Tuck Milligan (Freddie l'élaborateur de bombe)
- Steve Forrest (Ben Stivers)
- Solomon Smaniotto (Tony)

- Malgré sa mention au générique, Priscilla Presley dans le rôle de Jenna Wade ne figure pas dans ce volet.
- Steve Forrest apparaît ici pour la première fois dans le rôle Ben Stivers avant d'incarner l'énigmatique Wes Parmalee dès l'épisode 2 de la saison suivante.
- Marc Singer dans le rôle de Matt Cantrell apparaît ici pour la dernière fois.

### Épisode 30:Bonjour, au revoir, bonjour
- États-Unis : 9 mai 1986 sur CBS

- Barry Jenner (Dr Jerry Kenderson)
- Jill Andre (Nan Culp)
- Kate Reid (Tante Lily Trotter)
- Steve Forrest (Ben Stivers)
- Laurence Haddon (Franklin Horner)
- Solomon Smaniotto (Tony)
- Glenn Corbett (Paul Morgan)

- Malgré sa mention au générique, Priscilla Presley dans le rôle de Jenna Wade ne figure toujours pas dans ce volet.
- Après une longue absence depuis l'épisode 8 de la saison 7, Kate Reid intervient ici pour une ultime fois dans le rôle de tante Lily Trotter.
- Glenn Corbett dans le rôle de Paul Morgan, dont la dernière intervention remontait à l'épisode 20 de la saison 7, fait aussi son notable retour dans la saga.
- Barry Jenner dans le rôle du Dr Jerry Kenderson intervient ici pour la toute dernière fois.

### Épisode 31:Un écho du passé
- États-Unis : 16 mai 1986 sur CBS

- Steve Forrest (Ben Stivers)
- Tuck Milligan (l'élaborateur de bombe)
- Randy Oglesby (en) (crédité Thomas Oglesby) (Graphologue)
- Solomon Smaniotto (Tony)
- Garret Smith (Terry Bloodworth)
- Patrick Duffy (Bobby Ewing)

- Une photo de Ted Shackelford vient soutenir l'évocation de Gary Ewing, personnage central de la série dérivée Côte Ouest (1979-1993).
- Avec le retour a priori impossible de Patrick Duffy dans le furtif rôle de Bobby Ewing, déclaré mort à l'issue de la saison précédente, cet épisode constitue sans doute le plus improbable cliffhanger de la télévision américaine.
- Patrick Duffy apparaît dans un unique plan, ne prononçant qu'une seule réplique, "Good morning" (traduit : "Bonjour. Ça va ?"). Pour entretenir le mystère, le générique final de ce volet mentionne "Patrick Duffy as" suivi d'aucun nom (litt. : "Patrick Duffy dans le rôle de...").
- Selon les créateurs de la série, Patrick Duffy mis à part, aucun autre acteur n'était au courant du radical tournant qu'allait prendre la saga, même Victoria Principal qui, jouant Pamela, devait réagir non à la subite apparition de Bobby mais à celle de Mark, retrouvé abattu sous sa douche.
- Comme à chaque fin de saison, un certain nombre de personnages interviennent pour la dernière fois : John Beck dans le rôle de Mark Graison, Barbara Carrera dans celui d'Angelica Nero et Solomon Smaniotto dans celui du jeune Tony. Steve Forrest quant à lui abandonnera sans raison apparente le nom de Ben Stivers pour celui de Wes Parmalee.
- Malgré les apparences, ni Sue Ellen ni Jamie ne seront évincées des épisodes suivants. Cette dernière sera par ailleurs le seul personnage de la saga à décéder deux fois en cours de série (la seconde mort intervenant, cette fois pour de bon, dans l'épisode 13 de la saison suivante).